# Thousand-yard Stare

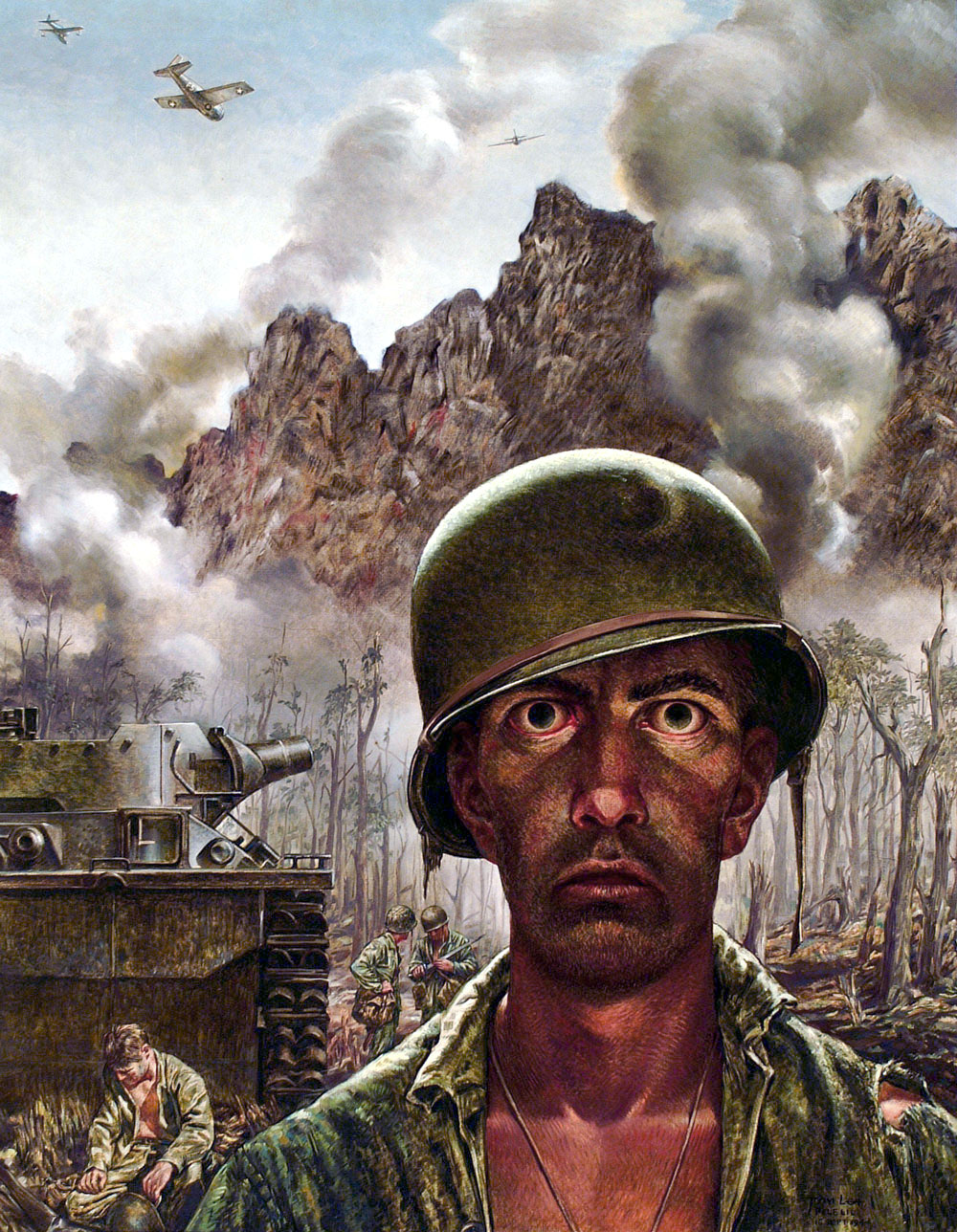
Het schilderij The 2000 Yard Stare

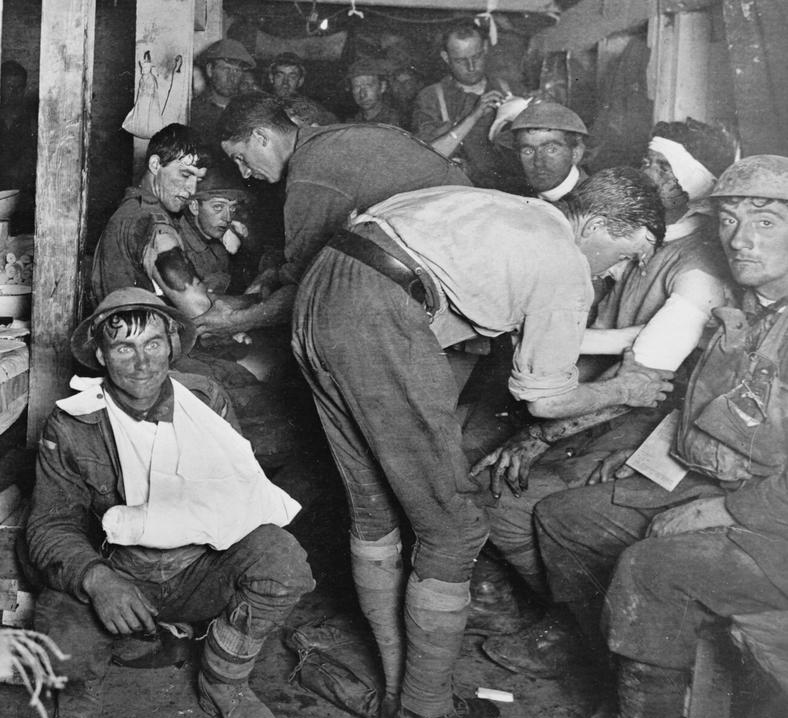
Australische soldaten in 1917 in een verbandpost aan het front bij Ieper

De Thousand-yard Stare (Nederlands: Duizend-meter-blik) is een Amerikaanse uitdrukking die vaak gebruikt wordt om de starende blik van militairen te beschrijven die lijden aan een posttraumatische stressstoornis (PTSS). Het lijkt een blik in het oneindige. Hij kan verschijnen bij een herinnering of een moment van stress.

## Oorsprong
De uitdrukking werd populair nadat het tijdschrift Life het schilderij Marines Call It That 2.000 Yard Stare publiceerde van oorlogscorrespondent en kunstenaar Tom Lea. Het schilderij toont een marinier in 1944 tijdens de Slag om Peleliu. Het schilderij is nu in het bezit van 'Fort Lesley J. McNair'  (United States Army Center of Military History) in Washington D.C.

Lea zei het volgende over de marinier:
"Hij verliet de Verenigde Staten 31 maanden geleden. Tijdens zijn eerste veldtocht was hij gewond. Hij leed aan tropische ziektes. 's Nachts sliep hij maar slecht en joeg de hele tijd Japanners uit hun loopgraven. Twee derde van zijn peloton was gedood of gewond. Hij kwam terug deze morgen. Hoeveel kan een mens doorstaan?"
Wanneer korporaal Joe Houle, museumdirecteur van het Marine Corps Museum of the Carolinas, zijn verhaal vertelt over zijn aankomst in Vietnam in 1965 vertelde hij het volgende:
"Die blik in de ogen van mijn mede-soldaten, het was net alsof het leven eruit was verdwenen. Later leerde ik dat de naam van hun conditie The Thousand-yard-Stare heette. Nadat ik mijn vriend verloor, besefte ik dat je het beste afstand kunt nemen van mensen in een oorlogssituatie."

## Shellshock
Gedurende de Eerste Wereldoorlog observeerde en beschreef men een veelvuldig voorkomende psychische reactie op traumatische ervaringen aan het front. Ze werd shellshock genoemd. Door herhaald onverwachts in levensbedreigende omstandigheden te verkeren en de slachtingen die ze om zich heen zagen kwamen soldaten in een geestelijk niet te verdragen situatie. Ze reageerden met een posttraumatische stressstoornis. Typerend was dat ze de controle over hun lichaamsbewegingen kwijtraakten bij onverwacht luid geluid. Andere symptomen waren onder meer slapeloosheid, angsttoestanden, emotionele labiliteit en hallucinaties. Ook de Thousand-yard Stare, die zo nog niet genoemd werd, behoorde ertoe.